# Hokej
Hokej je souhrnné označení kolektivních sportů, ve kterém soupeří dva standardně šestičlenné (včetně brankáře) týmy mezi sebou a snaží se dostat puk nebo tvrdý míček do soupeřovy branky pomocí hokejek. Dají se označit též jako sporty s hokejkou.
Hlavní formy hokeje jsou:
- pozemní hokej, hraje se s míčkem na hřišti s umělou trávou. Dříve se hrával na přírodním travnatém povrchu (olympijský sport)
- lední hokej, hraje se na ledě s malým černým gumovým diskem, tzv. pukem (olympijský sport)
  - sledge hokej, je zvláštní varianta ledního hokeje určená pro osoby s těžkým postižením dolních končetin
  - powerchair hokej, je sport pro lidi na elektrickém vozíku, hraje se s florbalovým míčkem, hokejkami a hokejkami do tvaru písmene T připevněnými k vozíkům, v každém týmu musí být 3 hráči s obyčejnou florbalovou holí a 2 hráči s T hokejkou, tzv. téčkem
- hokejbal, hraný s míčkem na betonovém či asfaltovém hřišti
- bandy, je hokej hraný na ledě, ovšem s míčkem. Jedná se také o ruskou národní hru - hokej s míčkem na ledě
- inline hokej se hraje na kolečkových in-line bruslích
- rink hokej
- skater hokej
- podvodní hokej

Velice podobný hokeji je také florbal, který se hraje v hale s plastovými hokejkami a lehkým děravým míčkem.
Zcela zvláštní je pak tzv. podvodní hokej.
Od hokeje se odvozují také některé stolní hry, například stolní hokej nebo šprtec.
Lidově se slova „hokej“ používá ve spojení „mít v něčem hokej“, tzn. mít v něčem nepořádek, chaos.